# Joseph McCabe
Joseph Martin McCabe (Macclesfield, 12 de noviembre de 1867–10 de enero de 1955) fue un orador, librepensador y escritor inglés. Anteriormente había sido ordenado como sacerdote católico. Ha sido calificado como «uno de los más grandes portavoces del librepensamiento en Inglaterra».
Convertido en crítico de la Iglesia católica, McCabe se unió a grupos como la Asociación Racionalista o la Sociedad Nacional Laica. Criticó el cristianismo desde un punto de vista racionalista, pero también estuvo involucrado con la South Place Ethical Society, organización que surgió del protestantismo disidente y fue precursora del humanismo secular moderno.

## Primeros años
Nació en Macclesfield, condado de Cheshire, en el seno de una familia católica irlandesa. La familia se mudó a Mánchester cuando McCabe era todavía un niño. A los quince años ingresó en la Orden Franciscana, y pasó un año de estudios preliminares en el monasterio de Gorton. Su período de noviciado transcurrió en Killarney, tras el cual se trasladó a Forest Gate en Londres (al actual St Bonaventure's RC School) para completar su formación sacerdotal. En 1890 fue ordenado sacerdote con el nombre de Father Antony.
Fue reconocido como un alumno sobresaliente de filosofía, y enviado durante el curso 1893-1894 a estudiar a la Universidad Católica de Lovaina. Allí recibió con provecho clases de hebreo de Albin van Hoonacker y, con menos éxito, de siríaco por parte de T. J. Lamy. También estudió bajo los auspicios y la amistad de Désiré-Joseph Mercier. Regresó a Londres y retomó las labores sacerdotales y educativas, hasta que en octubre de 1895 fue puesto a cargo del recién fundado colegio franciscano de Buckingham (en la parroquia de San Bernardino). Había ido perdiendo gradualmente la fe y, en febrero de 1896, abandonó su puesto y el sacerdocio.

## Trayectoria
Poco tiempo después de colgar los hábitos, McCabe comenzó su actividad como escritor. Narró sus experiencias en un panfleto publicado en 1897, From Rome to Rationalism ("De Roma al racionalismo"), que más tarde expandió hasta convertirse en un libro completo bajo el título de Twelve Years in a Monastery ("Doce años en un monasterio"). William Ferguson escribió al respecto: «Era enconadamente anticatólico pero, a su vez, también socavaba de modo enérgico la fe religiosa en general». De 1898 a 1899 fue secretario de la Leicester Secular Society, y en 1899 fue miembro del consejo fundador de la Rationalist Press Association del Reino Unido. Fue un escritor prolífico, abarcando temas de ciencia, religión, política, historia y cultura. Escribió cerca de 250 libros, muchos de ellos publicados por E. Haldeman-Julius en sus colecciones Little Blue Books y Big Blue Books —en esta última fueron publicados más de cien libros escritos por McCabe—.
McCabe fue también un respetado orador, y durante toda su vida dio varios miles de conferencias. Así mismo, fue un defensor de los derechos de la mujer y trabajó junto a Mrs. Pankhurst y Mrs. Wolstenholme-Elmy dando discursos a favor del derecho al voto de las mujeres británicas.
McCabe también fue incluido en el libro Heretics ("Herejes") de G. K. Chesterton. En un ensayo escrito con anterioridad, aquel amonestó a Chesterton por intercalar pasajes humorísticos en sus escritos serios. En respuesta, Chesterton escribió con sorna: «El señor McCabe opina que no soy serio sino únicamente gracioso, porque el señor McCabe cree que gracioso es lo contrario de serio. Pero gracioso es lo contrario de no gracioso, y de nada más».
McCabe militó activamente en varias organizaciones, aunque su biógrafo añade que mantuvo una relación tensa con algunos de sus dirigentes, lo que supuso que los vínculos entre McCabe y diversos grupos pudieran haberse visto afectados. También fue designado conferenciante para la South Place Ethical Society, donde todavía podían escucharse sus discursos en fechas posteriores a 1934. Las convicciones de libre pensamiento de McCabe se fueron acentuando con la edad, y se afiliaba a la Sociedad Nacional Laica un año antes de su fallecimiento.

### Teoría de la evolución
En 1900 tradujo el libro Enigmas del Universo de Ernst Haeckel. También escribió varias obras sobre la evolución, y colaboraba con la Rationalist Press Association, la cual organizó en 1925 un debate entre McCabe y el creacionista canadiense George McCready Price.

### Religión
En sus ensayos The Myth of the Resurrection ("El mito de la resurrección", 1925) y Did Jesus Ever Live? ("¿Vivió de verdad Jesús?", 1926), McCabe argumentaba que el cristianismo es una representación directa de antiguas creencias paganas. Antes de que existiese el cristianismo, ya eran conocidos y celebrados a lo largo de la Antigüedad diversos mitos de salvadores que morían asesinados y eran posteriormente resucitados. Según McCabe, los relatos del Evangelio acerca de la resurrección de Jesús contienen numerosas contradicciones y errores, y no resultan fiables dado que fueron elaborados a través de los años por muy diversos autores. Llegó a la conclusión de que Jesús fue un hombre santo esenio que se convirtió en un dios con el paso del tiempo gracias a la tradición oral y la rumorología.
Alrededor de 1947, McCabe acusó a la Encyclopædia Britannica de estar sesgada en favor de la Iglesia católica. Denunció que, en su 14.ª edición —publicada en 1929—, habían sido expurgados comentarios críticos hacia la Iglesia que sí figuraban en la 11.ª edición. En 1951 lanzó una acusación similar de parcialidad favorable a la Iglesia católica contra la Columbia Encyclopedia. Estas acciones y otras similares motivaron que McCabe fuese calificado por sus oponentes cristianos como «anticatólico». El biógrafo Bill Cooke, sin embargo, rebate tal acusación, y cita la convicción de McCabe de que «los católicos no son ni peores, ni mejores, que otros», y «no tengo el menor prejuicio contra los laicos católicos, lo cual sería una estupidez».

### Movimiento espiritualista
En 1920, debatió en público en el Queen's Hall de Londres con Arthur Conan Doyle, seguidor del espiritismo, acerca de las pretensiones del nuevo movimiento espiritualista. McCabe posteriormente publicó sus argumentos contra el espiritualismo en un folleto titulado Is Spiritualism Based on Fraud? ("¿Se basa el espiritualismo en el engaño?"). McCabe había divulgado los trucos que utilizaban los médiums fraudulentos y escribía que el espiritualismo no poseía una base científica. Su artículo Scientific Men and Spiritualism ("Hombres de ciencia y espiritualismo") representa un análisis escéptico de la materia, así como un relato sobre de qué manera científicos como William Crookes y Cesare Lombroso habían sido embaucados por el espiritualismo gracias a los engaños empleados por los médiums. También escribió el libro Spiritualism: A Popular History from 1847 ("Espiritualismo: una historia popular desde 1847").

## Obras
Colección 'Big Blue Books': (selección de títulos)
- The Vatican's Last Crime
- How the Pope Of Peace Traded In Blood
- How the Cross Courted The Swastika For Eight Years
- The Vatican Buries International Law
- Hitler Dupes The Vatican
- Treitschke and the Great War
- The War And Papal Intrigue
- The Pious Traitors Of Belgium And France
- The Pope And The Italian Jackal
- Atheist Russia Shakes The World
- Fascist Romanism Defies Civilization
- The Totalitarian Church Of Rome
- The Tyranny Of The Clerical Gestapo
- Rome Puts A Blight On Culture
- The Church The Enemy Of The Workers
- The Church Defies Modern Life
- The Holy Faith Of Romanists
- How the Faith Is Protected
- The Artistic Sterility Of The Church
- The Fruits Of Romanism

Otros trabajos:
- Twelve Years in a Monastery, Smith, Elder & Co (1897)[1]
- Peter Abélard. London: Gerald Duckworth and Company Ltd. 1901.
- The Religion of Woman: an Historical Study, Watts & Co., introduction by Lady Florence Dixie[1]
- Evolution: A General Sketch From Nebula to Man. New York: Frederick A. Stokes Company. 1909.
- The Evolution of Mind. London: Adam & Charles Black. 1910.
- Christianity or secularism: which is the better for mankind?. London: Watts & Co. 1911. OCLC 844556321.
- Goethe: The Man And His Character. London: Eveleigh Nash. 1912.
- Why I Left the Church. London: Watts & Co. 1912.
- The Story of Evolution. London: Hutchinson & Co. 1912.
- The Existence of God. The Inquirer's Library 1. London: Watts & Co. 1913.
- The Sources of the Morality of the Gospels. London: Watts & Co. 1914.
- The War and the Churches. London: Watts & Co. 1915.
- Crises in The history of The Papacy: A Study of Twenty Famous Popes whose Careers and whose Influence were important in the Development of The Church and in The History of The World. New York; London: G.P. Putnam's Sons. 1916.
- The Popes and their Church: a Candid Account. London: Watts & Co. 1918.
- A Biographical Dictionary of Modern Rationalists. London: Watts & Co. 1920.
- The Evolution of Civilization. London: Watts & Co. 1920.
- The ABC of Evolution. New York: G. P. Putnam's Sons. 1925.
- The Human Origin of Morals. Little Blue Book 1061. Girard, Kansas: Haldeman-Julius Publications. 1926. Archivado desde el original el 18 de octubre de 2005.
- Christianity and Slavery. Little Blue Book 1127. Girard, Kansas: Haldeman-Julius Publications. 1926.
- The Psychology of Religion. Little Blue Book 446. Girard, Kansas: Haldeman-Julius Publications. 1927. Archivado desde el original el 21 de junio de 2010.
- The Story of Religious Controversy. Boston: The Stratford Company. 1929.
- Why I Believe in Fair Taxation of Church Property. Little Blue Book 1502. Girard, Kansas: Haldeman-Julius Publications. 1930.
- The True Story of the Roman Catholic Church (in six double volumes). Girard, Kansas: Haldeman-Julius Publications. 1930–1931.
- The History and Meaning of the Catholic Index of Forbidden Books. Girard, Kansas: Haldeman-Julius Publications. 1931.
- What Gods cost Man. Little Blue Book 1732. Girard, Kansas: Haldeman-Julius Publications. 1933.
- The Riddle of the Universe To-day. London: Watts & Co. 1934.
- The Social Record of Christianity. Thinker's Library 51. London: Watts & Co. 1935.
- Is The Position of Atheism Getting Stronger?. Girard, Kansas: Haldeman-Julius Publications. 1936.
- Spain in Revolt: 1814-1931. London: John Lane The Bodley Head Limited. 1931.
- The Papacy in Politics Today. London: Watts & Co. 1937.
- A History of the Popes. London: Watts & Co. 1939.
- A Biographical Dictionary of Ancient, Medieval, and Modern Freethinkers. Girard, Kansas: Haldeman-Julius Publications. 1945.
- The Testament of Christian Civilization. London: Watts & Co. 1946.
- Eighty Years a Rebel; Autobiography. Girard, Kansas: Haldeman-Julius Publications. 1947.
- The Lies and Fallacies of the Encyclopædia Britannica; How Powerful and Shameless Clerical Forces Castrated a Famous Work of Reference. Girard, Kansas: Haldeman-Julius Publications. 1947.
- A Rationalist Encyclopædia: A Book of Reference, On Religion, Philosophy, Ethics, and Science. London: Watts & Co. 1948.
- A History of Satanism: Telling How the Devil Was Born, How He Came to Be Worshipped as a God, and How He Died. Haldeman-Julius Publications. 1948.
- A History of Freemasonry: The Story of its Relationships with Satan and the Popes. Big Blue Book B-790. Girard, Kansas: Haldeman-Julius Publications. 1949.
- Rome's Syllabus of Condemned Opinions: The Last Blast of the Catholic Church's Medieval Trumpet. Big Blue Book B-878. Girard, Kansas: Haldeman-Julius Publications. 1950.
- The Columbia Encyclopedia's Crimes against the Truth. Big Blue Book B-939. Girard, Kansas: Haldeman-Julius Publications. 1951.
- Luther Burbank Speaks Out